# Giovanni Giorgi
Giovanni Giorgi, född 27 november 1871, död 19 augusti 1950, var en italiensk fysiker och elektroteknisk ingenjör samt var upphovsman till Giorgisystemet, en föregångare till Internationella måttenhetssystemet (SI).
Giorgi tog sin civilingenjörsexamen 1893 och arbetade under åren 1897–1906 i olika företag inom elektroteknik och mekanik. 1906–1921 ledde han arbetet vid tekniska kontoret i Rom. Från 1910 och framåt undervisade han och innehade sedermera flera professurer i varierande vetenskapsområden vid bland andra universiteten i Rom (La Sapienza), Cagliari och Palermo.
Giorgi har också publicerat ett stort antal böcker och artiklar om bland annat elektrisk mätteknik, meteorologi, matematik, mekanik, elektroteknik, radioteknik och vetenskapshistoria och -filosofi. Bland övriga bidrag finns de till Enciclopedia Italiana om användandet av färg under medeltiden och i modern konst, korrespondens med Albert Einstein om relativitetsteori samt didaktiska spörsmål för att formulera vetenskapliga teorier för den stora allmänheten.
I och med att internationella standardorganisationen för diskussioner kring hur man ska namnge viktenheten i SI, när man definierat om kilogrammet, så är Gio, till minne av Giorgi, ett av två namnförslag.